# 第二新英格兰乐派
第二新英格兰乐派（英語：Second New England School）是指一群生活在19世纪末，20世纪初的美国东北部新英格兰地区的作曲家，他们大部分以波士顿为活动中心。
事实上，这些作曲家们并没有建立过类似于强力集团或六人团成员之间的密切联系，但是他们的音乐创作风格和人生道路都表现出明显的相似性，因此经常被后世的音乐史学家相提并论。这批作曲家大多到欧洲学习过（女作曲家艾米·比奇除外），回国后都在大学任教，音乐风格都近似于德奥浪漫主义。虽然他们的作品模仿痕迹较重，显得不够成熟，但在他们的努力下，美国的音乐创作和音乐教育都得到了长足的发展，为20世纪美国音乐的辉煌打下了坚实的基础。
可以被归入第二新英格兰乐派的作曲家数量较多，他们当中最重要的六位又被称为波士顿六人团（Boston Six）。这六位作曲家是：
- 约翰·诺尔斯·佩因（John Knowles Paine, 1839-1906）
- 阿瑟·富特（Arthur Foote, 1853-1937）
- 乔治·查德威克（George Chadwick, 1854-1931）
- 爱德华·麦克道威尔（Edward Macdowell, 1860-1908）
- 霍雷肖·帕克（Horatio Parker, 1863-1919）
- 艾米·比奇（Amy Beach, 1867-1944）